# Нокс, Александер
Александер Нокс (англ. Alexander Knox, 16 января 1907 — 25 апреля 1995) — канадский актёр и автор приключенческих романов.

## Биография
Александр Нокс родился в муниципалитете Стретрой, западной части канадского Лондона, в 1907 году. В юности он перебрался в Бостон, где началась его театральная карьера. В 1930-х годах Нокс переехал в Англию, где обосновался в Лондоне. Там же в 1931 году состоялся его экранный дебют в одном из британских фильмов.
В 1940 году у него была успешная роль на Бродвее в постановке «Юпитер смеётся» с Джессикой Тэнди в главной роли. В 1944 году Дэррил Ф. Заннук пригласил Александера Нокса на роль президента США Вудро Вильсона в свой одноимённый биографический фильм. Эта роль принесла Ноксу номинацию на премию «Оскар» как лучшему актёру. Несмотря на такой успех Александер Нокс вскоре попал в Чёрный список Голливуда и шансы на успешную карьеру в годы эры Маккарти у него исчезли. Актёр вернулся в Англию, где продолжил сниматься в европейских фильмах, среди которых «Европа’51» (1952), «Спящий тигр» (1954), «Плененное сердце» (1954) и «Достичь небес» (1956), при этом изредка всё же появляясь и в Голливуде на небольших ролях, таких как Гудвин в широкомасштабной экранизации романа Эдисона Маршалла «Викинги» (1958).
Последующие два десятилетия Александер Нокс продолжил сниматься по две стороны Атлантики на второстепенных ролях. У него были роли в фильмах «Проклятые» (1963), «Вилья в седле» (1968), «Николай и Александра» (1971), «Парк Горького» (1983) и некоторых других. Помимо актёрской карьеры Александр Нокс выступил в качестве автора приключенческих романов, написав шесть книг. С 1943 года Александер Нокс был женат на американской актрисе Дорис Нолан. Их брак продлился до его смерти от рака кости в апреле 1995 года.

## Награды
- Золотой глобус 1944 — «Лучший актёр в драме» («Вильсон»)